# Albert Kluyver
Albert Jan Kluyver (Breda, 3 de junho de 1888 — 14 de maio de 1956) foi um microbiólogo e bioquímico neerlandês.